# Gnien
Gnien är en sjö i Surahammars kommun i Västmanland och ingår i Norrströms huvudavrinningsområde. Sjön är 8,6 meter djup, har en yta på 0,777 kvadratkilometer och är belägen 64 meter över havet. Sjön avvattnas av vattendraget Kolbäcksån.
Större delen av sjön ingår i naturreservatet Gnien.

## Delavrinningsområde
Gnien ingår i det delavrinningsområde (662485-152134) som SMHI kallar för Ovan VDRID = Nybrobäcken i Kolbäcksåns vattendrag*. Medelhöjden är 69 meter över havet och ytan är 10,58 kvadratkilometer. Räknas de 137 avrinningsområdena uppströms in blir den ackumulerade arean 2 856,35 kvadratkilometer. Kolbäcksån som avvattnar avrinningsområdet har biflödesordning 3, vilket innebär att vattnet flödar genom totalt 3 vattendrag innan det når havet efter 165 kilometer. Avrinningsområdet består mestadels av skog (33 procent) och jordbruk (31 procent). Avrinningsområdet har 0,84 kvadratkilometer vattenytor vilket ger det en sjöprocent på 7,9 procent. Bebyggelsen i området täcker en yta av 1,13 kvadratkilometer eller 11 procent av avrinningsområdet.